# اناندانگار
اناندانگار (به انگلیسی: Anandanagar) یک منطقهٔ مسکونی در هند است که در بنگال غربی واقع شده‌است.

## خصوصیات
اناندانگار ۲۴۹٫۶۳ کیلومترمربع مساحت و ۳٬۹۶۳ نفر جمعیت دارد و ۱۰ متر بالاتر از سطح دریا واقع شده‌است.